# Список глав государств в 179 году до н. э.
| 180 до н. э. ← Список глав государств по годам → 178 до н. э. |

## Азия
- Анурадхапура — Элара, царь (205—161 до н. э.)
- Армения Великая — Арташес I, царь (189—160 до н. э.)
- Вифиния — Прусий II, царь (182—149 до н. э.)
- Греко-Бактрийское царство:
  - Евтидем II, царь (190—178 до н. э.)
  - Антимах I, царь (185—170 до н. э.)
  - Агафокл, царь (180—175 до н. э.)
- Иберия — Саурмаг I, царь (234—159 до н. э.)
- Индо-греческое царство — Аполлодот I, царь (180—165 до н. э.)
- Каппадокия — Ариарат IV Евсеб, царь (220—163 до н. э.)
- Китай (Династия Хань) — Вэнь-ди (Лю Хэн), император (180—157 до н. э.)
- Корея:
  - Махан — Ан, вождь[англ.] (189—157 до н. э.)
  - Пуё — Морису, тхандже (195—170 до н. э.)
- Намвьет — Чьеу Ву-де, император (207—137 до н. э.)
- Парфия — Приапат, царь (191—176 до н. э.)
- Пергамское царство — Эвмен II, царь (197—159 до н. э.)
- Понтийское царство — Фарнак I, царь (190—159 до н. э.)
- Сабейское царство — Вахаб эль Яхиз II, царь (180—160 до н. э.)
- Сатавахана — Сатакарни I, махараджа (184—170 до н. э.)
- Селевкидов государство (Сирия) — Селевк IV Филопатор, царь (187—175 до н. э.)
- Хунну — Модэ, шаньюй (209 до н. э. — 174 до н. э.)
- Шунга — Пушьямитра Шунга, император (185—149 до н. э.)
- Япония — Когэн, тэнно (император) (214—158 до н. э.)

## Африка
- Египет — Птолемей VI Филометор, царь (180 до н. э. — 164 до н. э., 163 до н. э. — 145 до н. э.)
- Нумидия — Массинисса, царь (202 до н. э. — 148 до н. э.)

## Европа
- Афины:
  - Дионисий, архонт (180 до н. э. — 179 до н. э.)
  - Менедем, архонт (179 до н. э. — 178 до н. э.)
- Ахейский союз:
  - Ликорт, стратег (185 до н. э. — 184 до н. э., 182 до н. э. — 179 до н. э.)
  - Гипербат II, стратег (179 до н. э. — 178 до н. э.)
- Боспорское царство — Перисад III, царь (ок. 180 до н. э. — ок. 150 до н. э.)
- Дарданское царство[англ.] — Батон, царь[англ.] (ок. 206 до н. э. — ок. 176 до н. э.)
- Ирландия — Конгал Клайрингнех, верховный король (184 до н. э. — 169 до н. э.)[1]
- Македонское царство:
  - Филипп V, царь (221 до н. э. — 179 до н. э.)
  - Персей, царь (179 до н. э. — 168 до н. э.)
- Одрисское царство (Фракия) — Амадок III, царь (190 до н. э. — 171 до н. э.)
- Римская республика:
  - Квинт Фульвий Флакк, консул (179 год до н. э.)
  - Луций Манлий Ацидин Фульвиан, консул (179 год до н. э.)

## Галерея

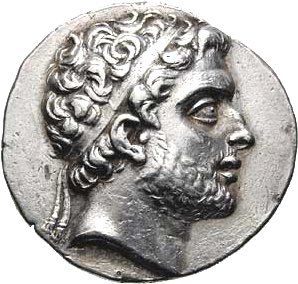
Филипп V 221 до н.э.—179 до н.э. Царь Македонии
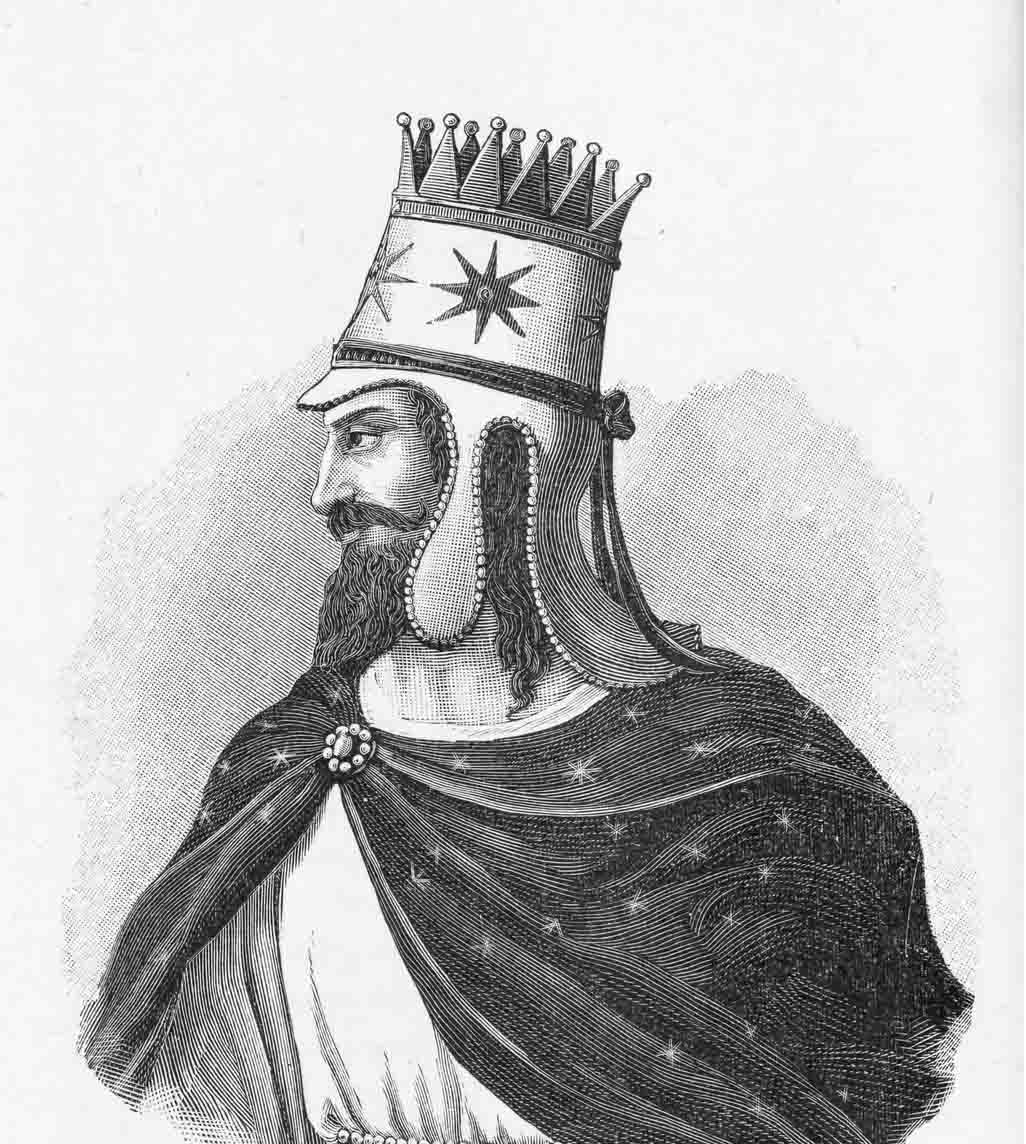
Арташес I 189 до н.э.—160 до н.э. Царь Армении
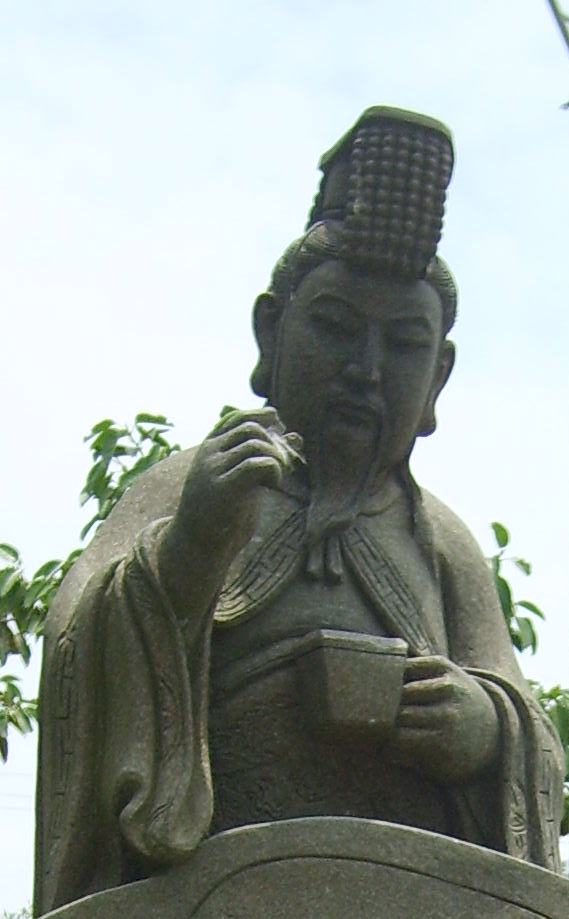
Вэнь-ди 180 до н.э.—157 до н.э. Император Китая
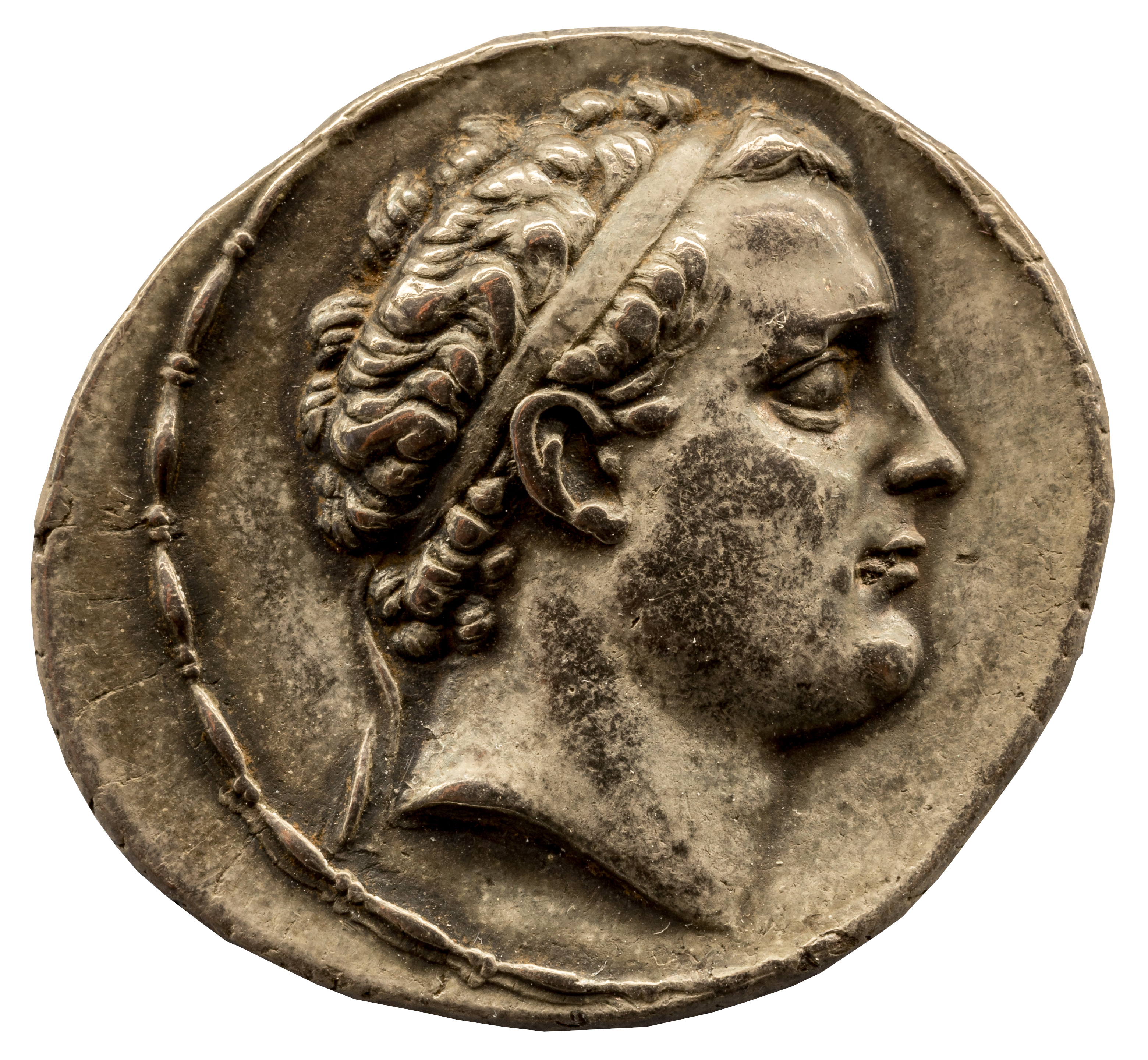
Селевк IV Филопатор 187 до н.э.—175 до н.э. Царь Сирии
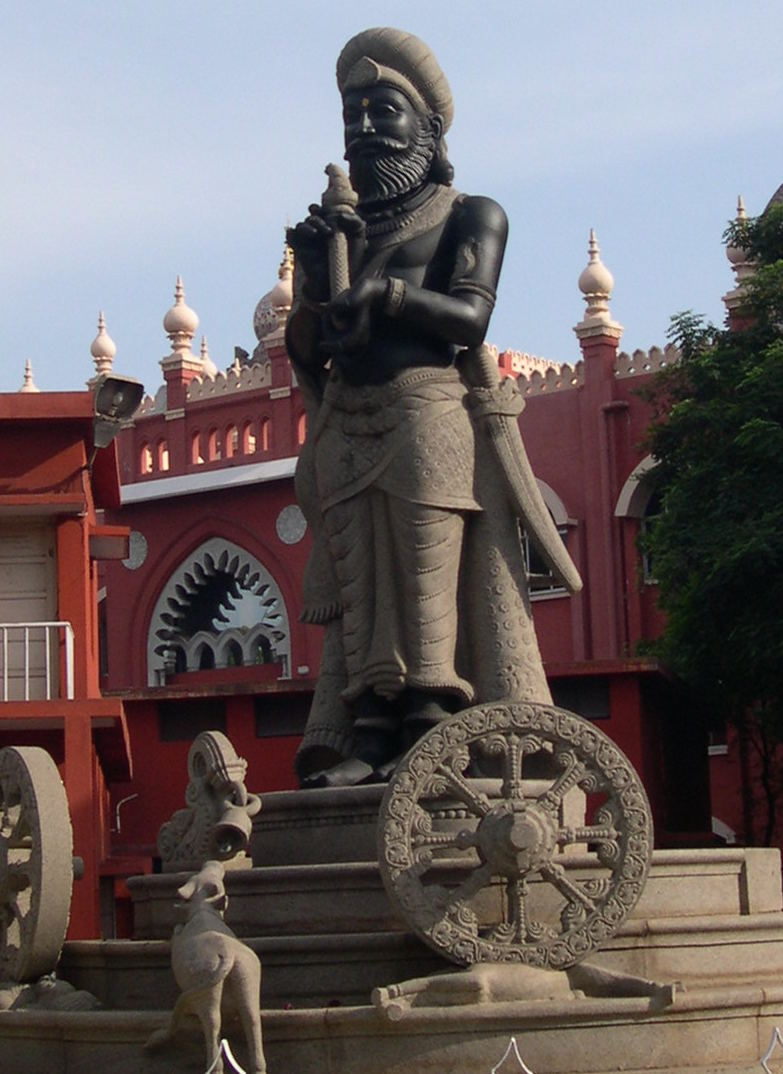
Элара 205 до н.э.—161 до н.э. Царь Анурадхапуры
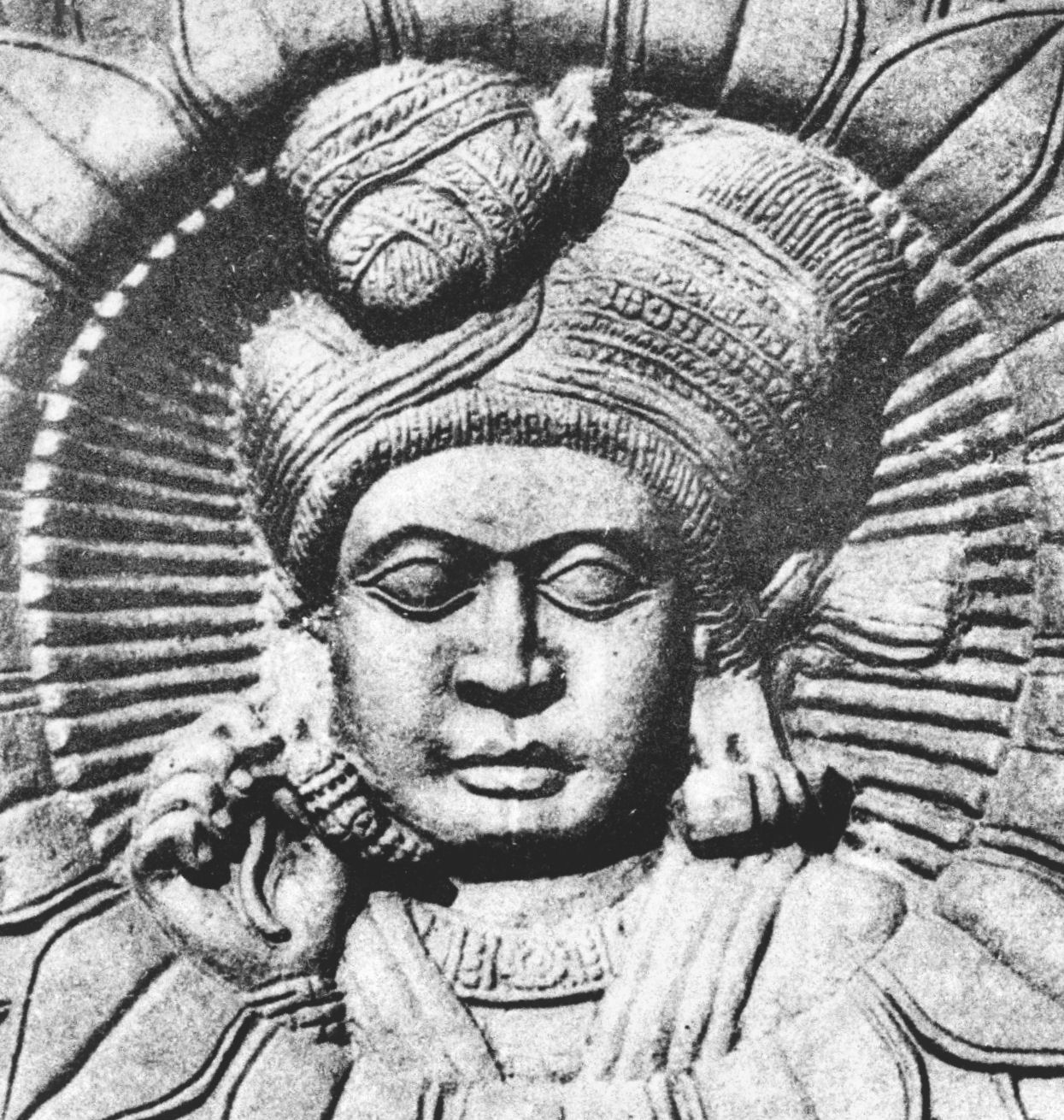
Пушьямитра Шунга 185 до н.э.—149 до н.э. Император Шунги
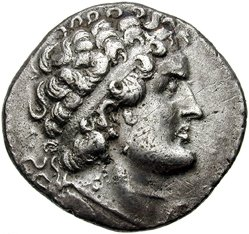
Птолемей VI Филометор 180 до н.э.-164 до н.э., 163 до н.э.—145 до н.э. Царь Египта
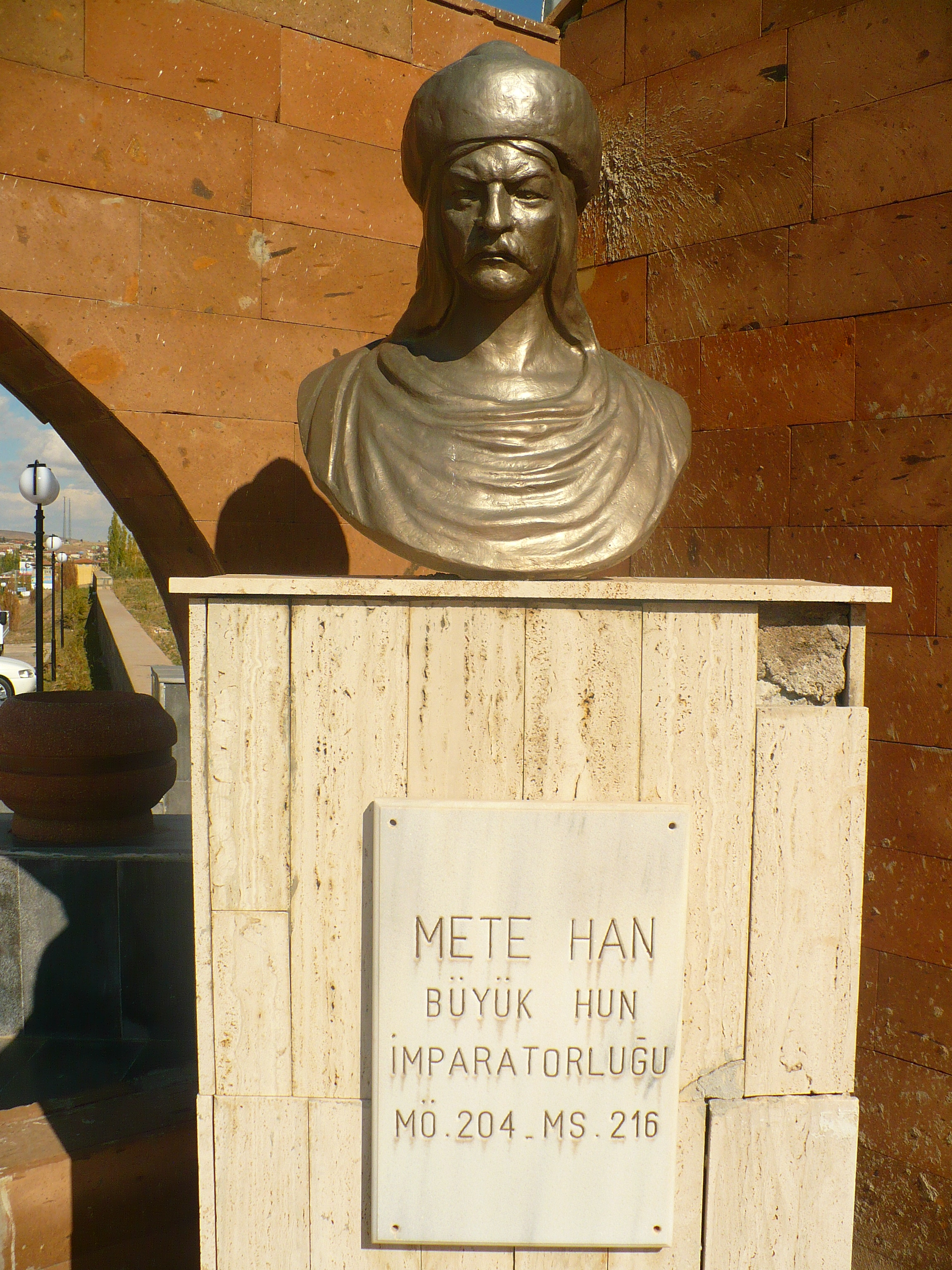
Модэ 209 до н.э.—174 до н.э. Шаньюй хунну
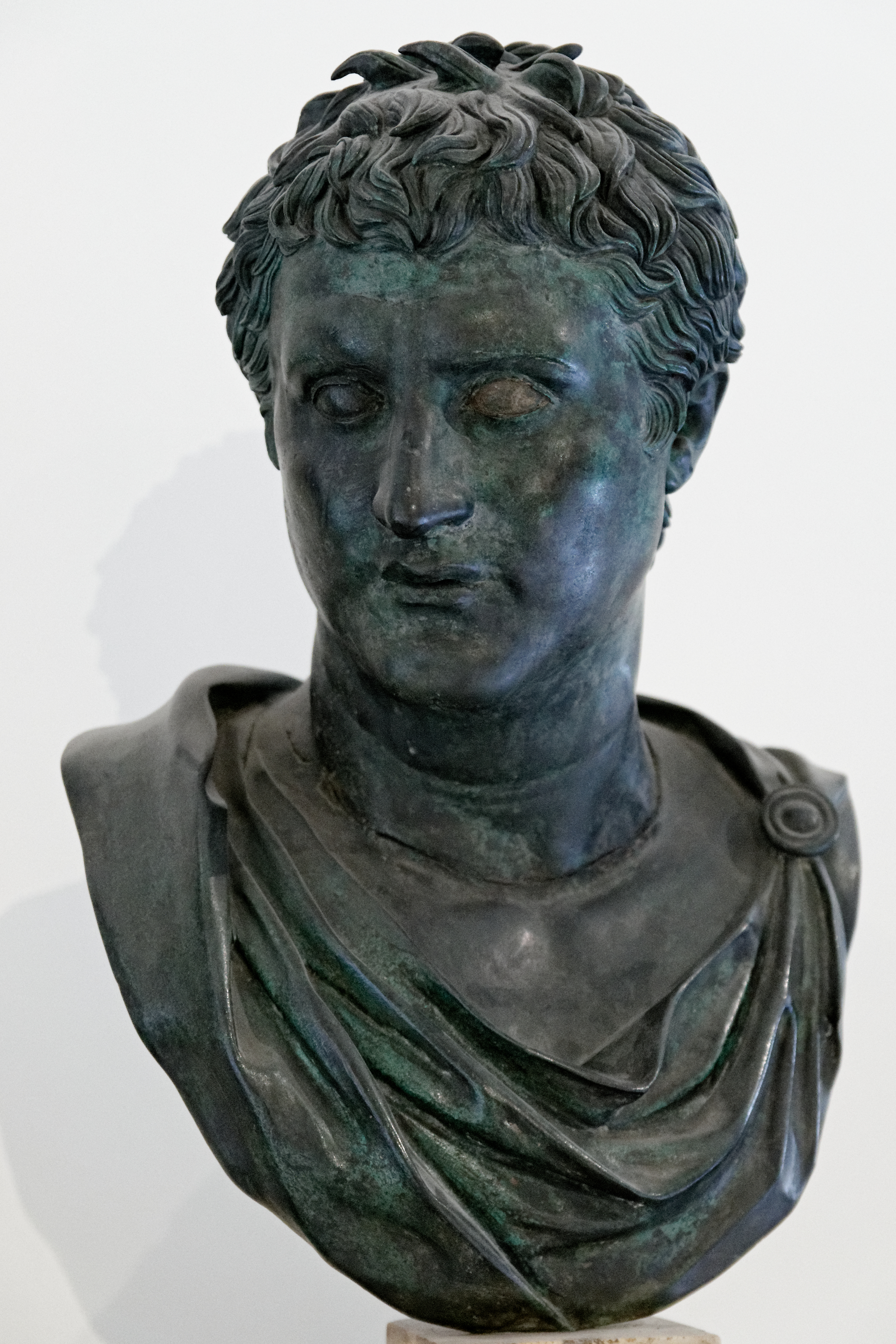
Эвмен II 197 до н.э.—159 до н.э. Царь Пергама
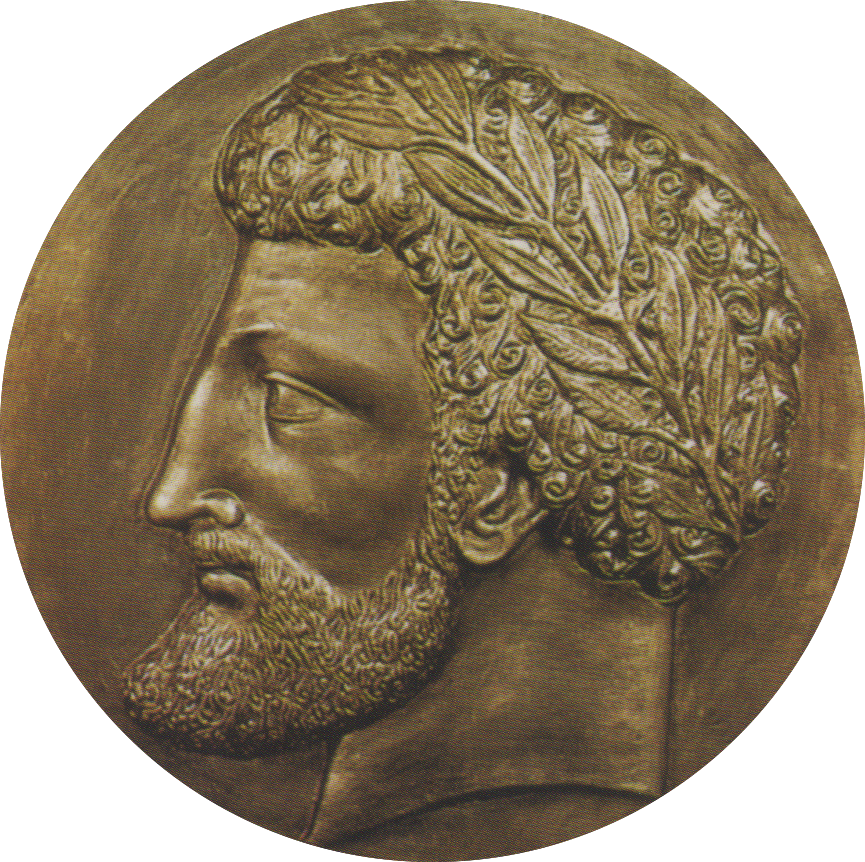
Массинисса 202 до н.э.—148 до н.э. Царь Нумидии
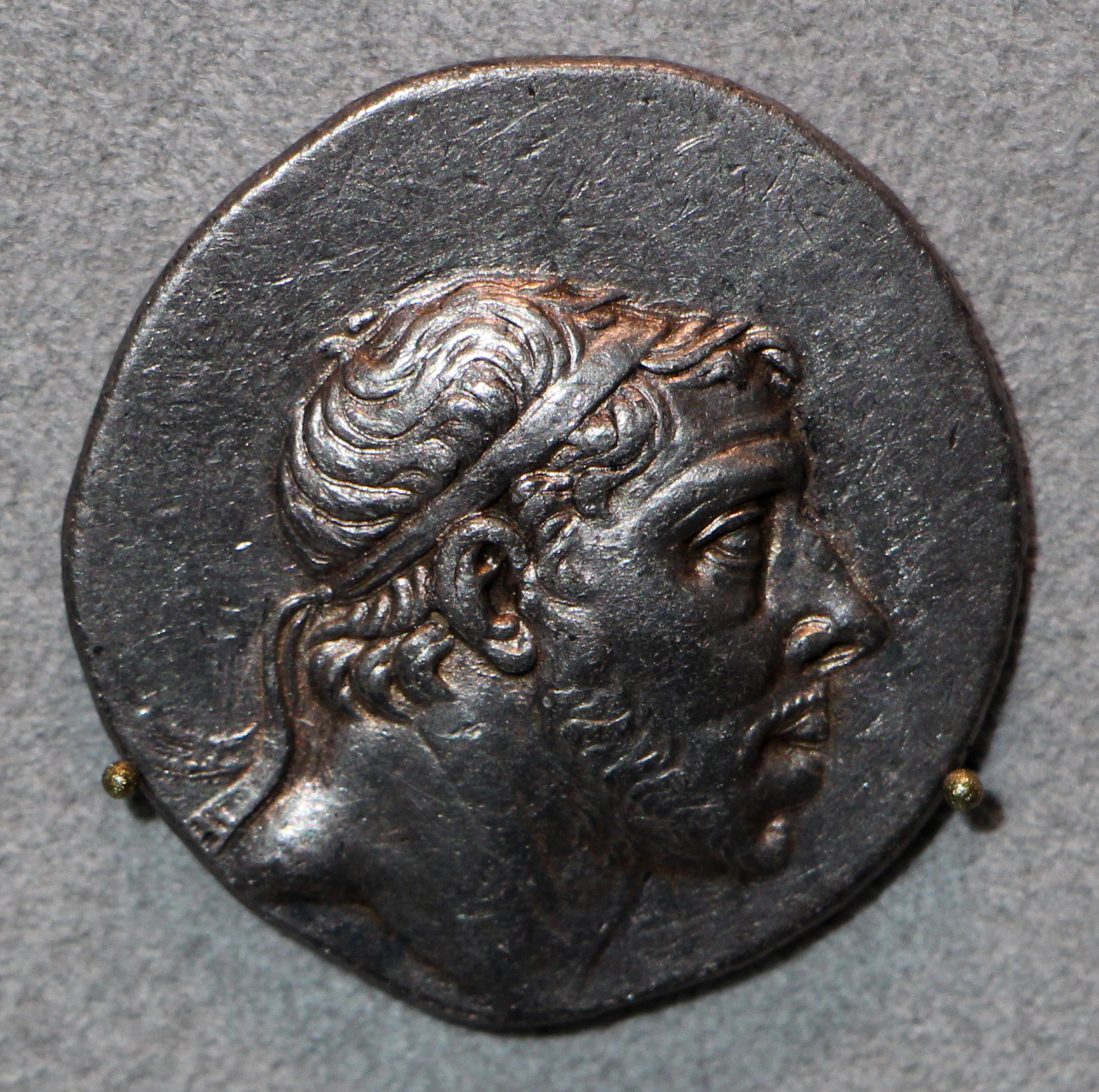
Фарнак I 190 до н.э.—159 до н.э. Царь Понта
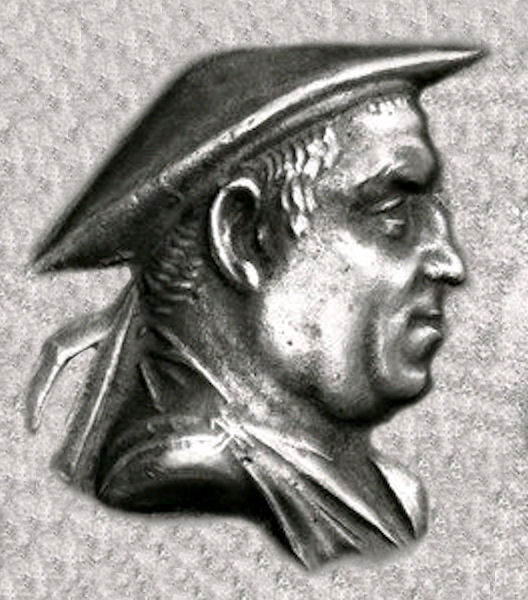
Аполлодот I 180 до н.э.—165 до н.э. Индо-греческий царь
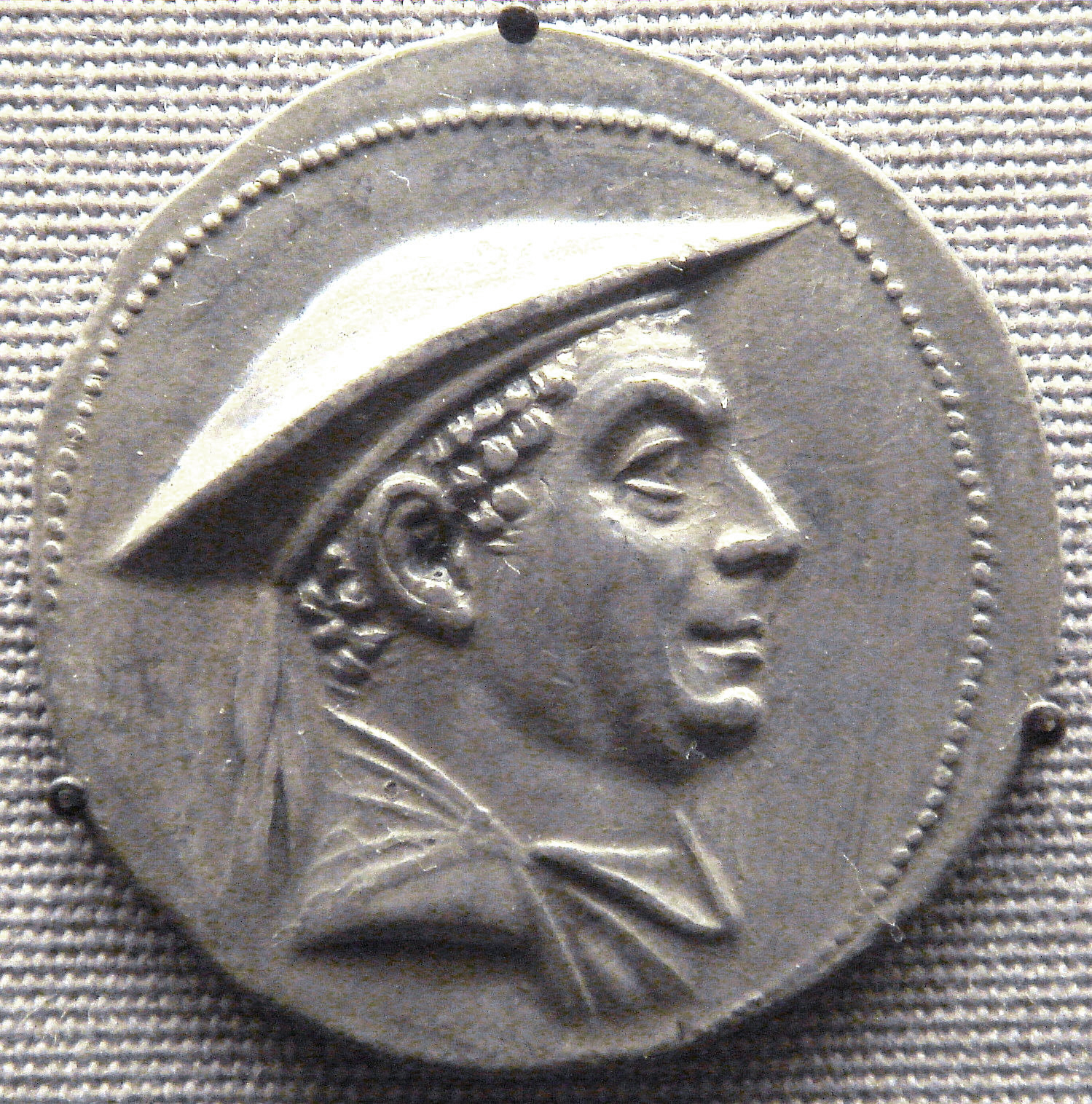
Антимах I 185 до н.э.—170 до н.э. Греко-бактрийский царь
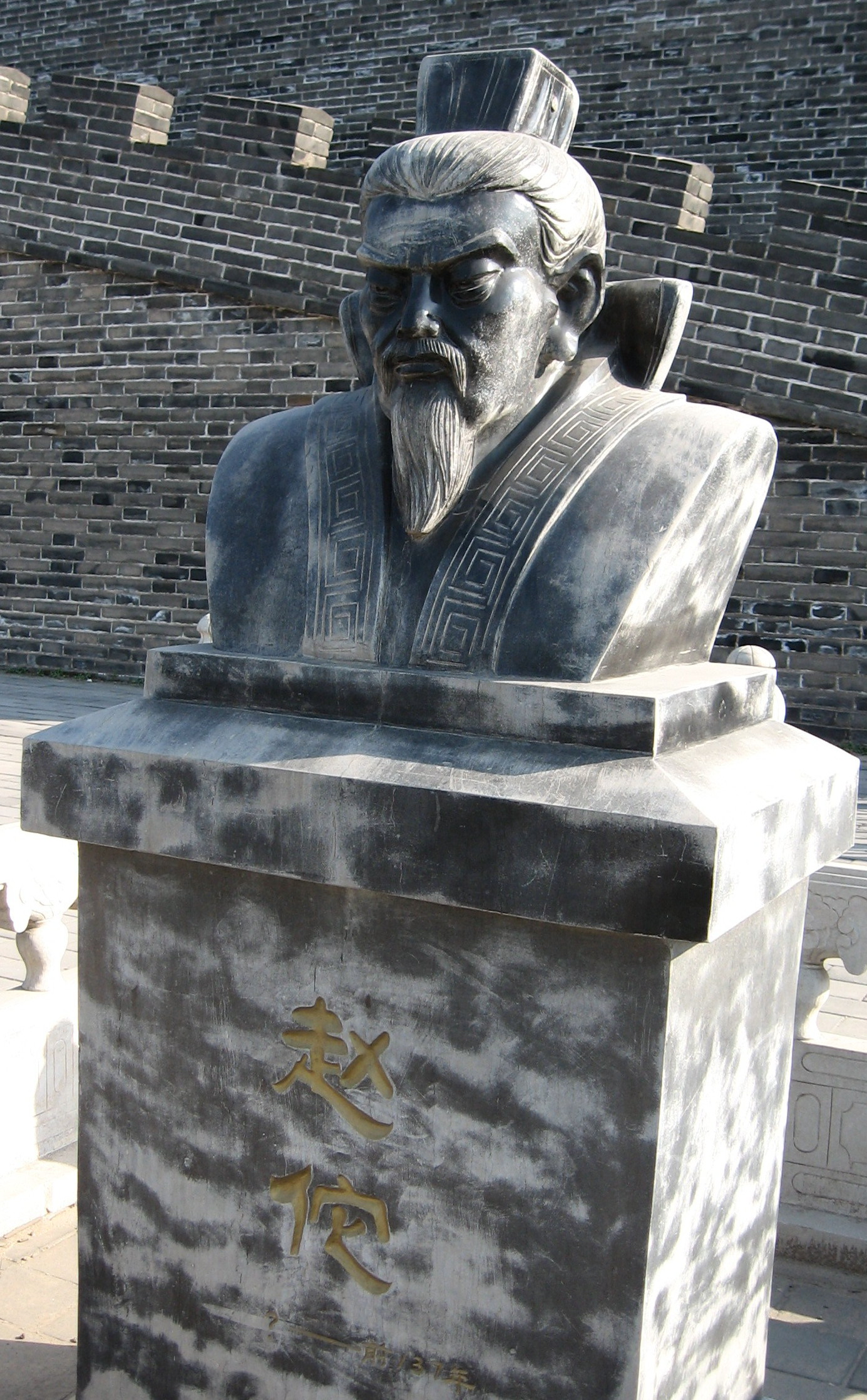
Чьеу Ву-де 207 до н.э.—137 до н.э. Император Намвьета
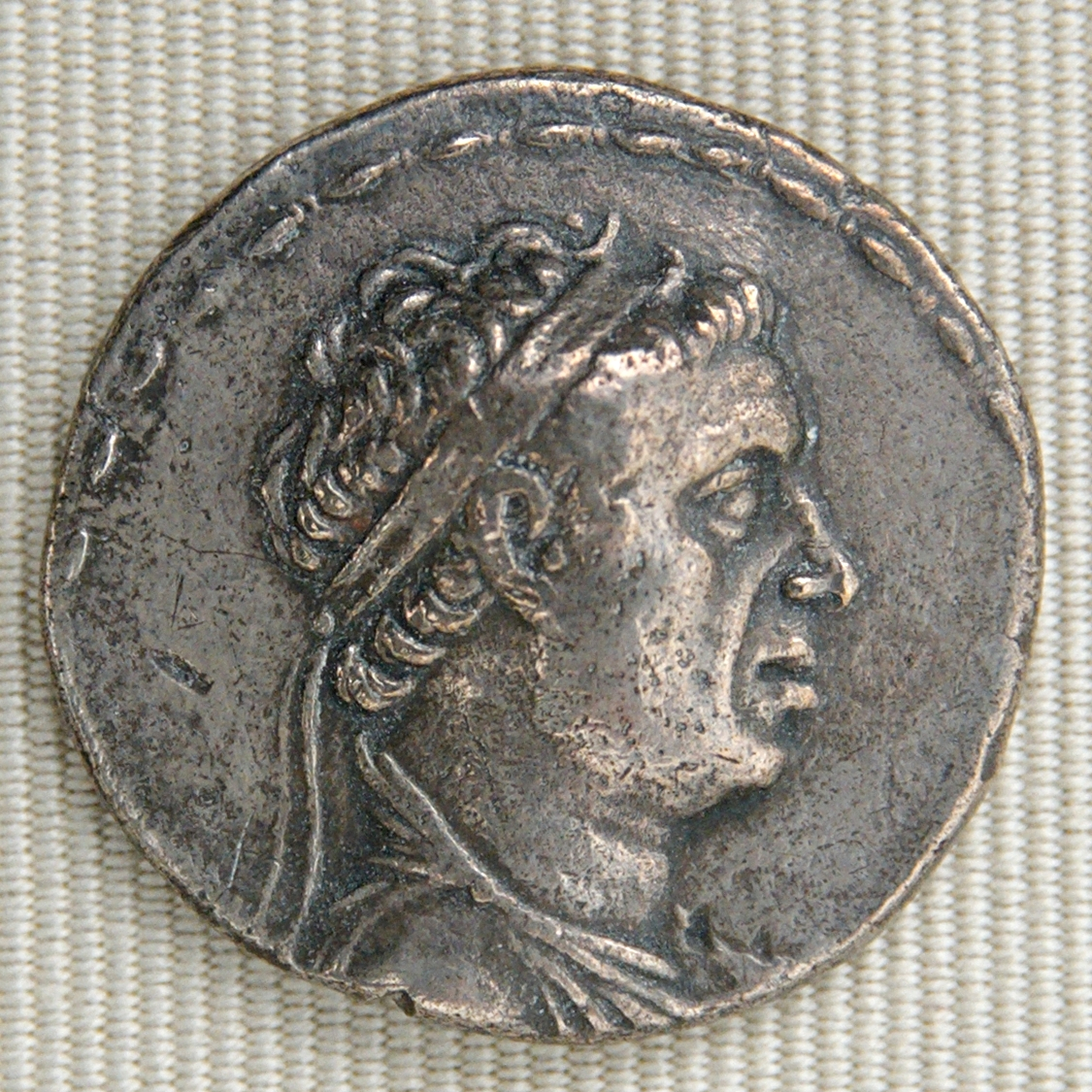
Ариарат IV 220 до н.э.—163 до н.э. Царь Каппадокии
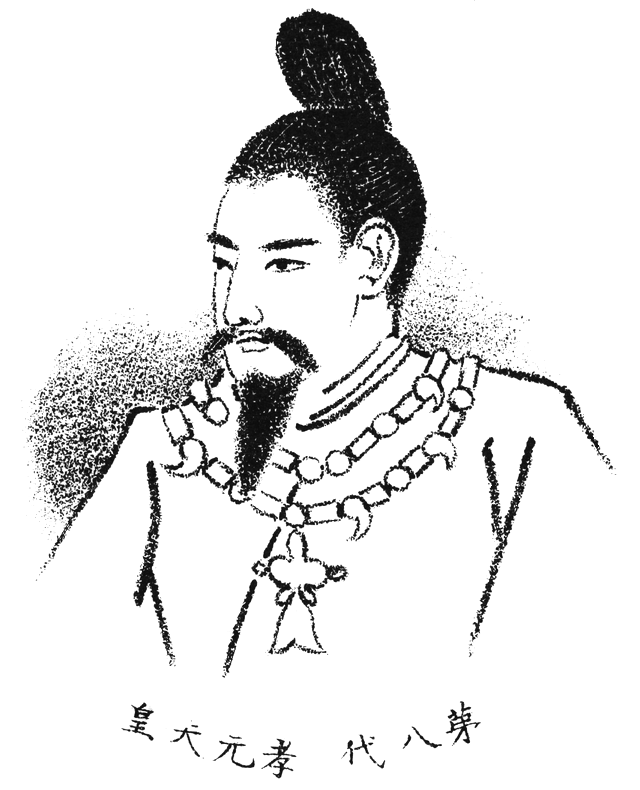
Когэн 214 до н.э.—158 до н.э. Император Японии